# Max Payne 3
Max Payne 3 är ett actionspel som utvecklats av Rockstar Games för plattformarna Microsoft Windows, Playstation 3 och Xbox 360. Utvecklingen leddes av Rockstar Vancouver i samarbete med Rockstars spelstudior i New England, London och Toronto. Spelet släpptes 15 maj 2012 i USA och den 18 maj över resten av världen. PC-versionen släpptes den 29 maj i USA och den 1 juni i Europa och Australien.

## Handling
Handlingen i spelet utspelar sig 8 år efter händelserna i Max Payne 2: The Fall of Max Payne, runt början av 2012. Berättelsen utspelar sig i staden São Paulo i Brasilien och dess förorter, Panamakanalen samt i New York. Handlingen har inspirerats av filmerna Cidade de Deus och Tropa de Elite. Max Payne 3 kretsar kring händelserna efter de två första spelen i Max Payne-serien, och som inte är kopplat till filmen om Max Payne.

## Gameplay
Max Payne 3 är en tredjepersonsskjutare där spelaren tar rollen som dess titelkaraktär, Max Payne. Max Payne 3 har ett förbättrat "Bullet time" skjutläge: fler detaljer från spelvärlden presenteras i slow-motion, såsom flygande kulkapslar. Man har introducerat en ny Bullet time variant vid namn "environmental bullet time", då spelet saktas ner under vissa händelser som spelaren snabbt kan reagera i. "Bullet cam" har också återvänt från de tidiga spelen. 
Spelet introducerar ett nytt skyddssystem som påminner om Grand Theft Auto IV och Red Dead Redemption. Förmågan att ta gisslan som mänskliga sköldar har också introducerats. Man kan bära på två vapen samtidigt, då Max Payne kan exempelvis skjuta med en pistol i ena handen och ett hagelgevär i den andra. 

### Multiplayer
Spelet introdcerar ett nytt multiplayerläge, där spelare kan tävla mot varandra i olika spellägen. Där ingår ett nytt belönings- och nivåsystem, ihop med ett klansystem och flera strategiska vapen- och utrustningsalternativ. Spelare kan vara medlem i en besättning på upp till fem medlemmar på samma gång, och slutföra uppdrag där besättningen kommer att vinna erfarenhetspoäng för spelaren. 
Multiplayerlägets spellägen inkluderar Deathmatch och Gang Wars.

## Utveckling
Under år 2002 sålde den finska spelstudion Remedy Entertainment, de ursprungliga skaparna av Max Payne-serien, alla sina rättigheter av Max Payne till Take-Two Interactive. Under 2004 har sedan Take-Twos VD Jeffrey Lapin bekräftat att Max Payne 3 skulle komma. Men efter följande år har ingen ny information kommit ut om spelet. Så småningom, år 2009, meddelade Rockstar Games att Max Payne 3 skulle släppas vintern 2009. Spelets releasedatum flyttades fram flera gånger: den 8 september meddelades att det inställda datumet var under mars 2012, men senare kom det senaste officiella datumet; den 15 maj 2012 till Xbox 360 och Playstation 3 i Nordamerika och den 18 maj i Europa. PC-versionen lanserades den 29 maj 2012 i Nordamerika och den 1 juni i Europa.
Rockstar skickade ett tiotal utvecklare till São Paulo för att fotografera dess orter, liksom hela stadens atmosfär. Man har studerat på arkitekturen av stadens byggnader och förorter, så kallade ”favelas”. Man har gjort 3D-skanningar på "hundratals" av lokalbefolkningen för att skapa autentiska karaktärsmodeller. 
Spelet använder sig av RAGE-motorn och animationstekniken NaturalMotion Euphoria, som också används i Grand Theft Auto IV och Red Dead Redemption. Fienderna i spelet visar olika skade- och dödsanimationer beroende på vilken typ av vapen som används mot dem och de delar av sina kroppar som har skjutits.
Under en tid ansåg utvecklarna att anställa en ny aktör för att ersätta James McCaffrey (som gjorde rösten till Max Payne i de tidiga spelen) och skaffa en ny istället. Men i maj 2010 meddelades att McCaffrey skulle återvända till serien och göra både rösten och motion capture till Max Payne.
Spelets officiella webbplats lanserades år 2009 och under en längre tid fanns där endast en bild på Max Payne som han skulle se ut i det nya spelet. Efterföljande uppdateringar och skärmdumpar följdes, och Rockstar gav intervjuer till Game Informer och Edge, där de avslöjade fler detaljer om inställningen och riktningen av spelet. I september 2011 skiftades Rockstar Games PR-motor till Max Payne 3 som sin nästa stora kommande releasespel. 

## Mottagande
| Mottagande                         | Mottagande                             |
| Samlingsbetyg                      | Samlingsbetyg                          |
| Tjänst                             | Betyg                                  |
| ---------------------------------- | -------------------------------------- |
| Gamerankings                       | (PS3) 86.08% (PC) 85.67% (X360) 84.75% |
| Metacritic                         | (PS3) 87/100 (PC) 87/100 (X360) 86/100 |
| Recensionsbetyg                    |                                        |
| Publikation                        | Betyg                                  |
| Edge                               | 7/10                                   |
| Eurogamer                          | 7/10                                   |
| G4                                 | [ 14 ]                                 |
| Game Informer                      | 9.25/10                                |
| Gamespot                           | 9/10                                   |
| Gamesradar                         | 10/10                                  |
| GamesTM                            | 8/10                                   |
| Gametrailers                       | 7.6/10                                 |
| IGN                                | 9/10                                   |
| Official PlayStation Magazine (UK) | 8/10                                   |
| Official Xbox Magazine             | 8/10                                   |
| Official Xbox Magazine (UK)        | 8/10                                   |
| Videogamer.com                     | 8/10                                   |
| Gamereactor                        | 9/10                                   |

Spelet har fått mycket höga betyg från flera spelkritiker, som beundrade spelets gameplay, handling och design. Även multiplayerläget fick höga betyg.